# こんな夜更けにバナナかよ 筋ジス・鹿野靖明とボランティアたち
『こんな夜更けにバナナかよ 筋ジス・鹿野靖明とボランティアたち』（こんなよふけにバナナかよ きんジス・しかのやすあきとボランティアたち）は、渡辺一史によるノンフィクション書籍。
全身の筋力が徐々に衰えていく進行性筋ジストロフィーという難病を抱え、北海道札幌市に在住していた男性の鹿野靖明（しかの やすあき、1959年 - 2002年）を取材したノンフィクション作品である。1人では体を動かせないうえ、人工呼吸器の使用により痰の吸引を24時間必要とする鹿野が選んだ自立生活と、それを24時間体制で支えるボランティアたちの交流が描かれている。
書籍のタイトルは、夜中にいきなり「バナナが食べたい」と言い出した鹿野に対して、ボランティアの一人が心に浮かべた感想から取られた。鹿野の自由奔放な性格の象徴として紹介されるエピソードであると同時に、障害者と介助者との対等な関係がいかに構築されるべきかという、ノーマライゼーションの本質を問うタイトルとなっている。
第35回大宅壮一ノンフィクション賞、第25回講談社ノンフィクション賞をそれぞれ受賞している。

## 映画
『こんな夜更けにバナナかよ 愛しき実話』のタイトルで2018年12月28日に公開された。主演は大泉洋。札幌フィルムコミッション支援作品。
2018年末の興行通信社の初週の映画ランキングは7位発進。2019年始の公開2週目にして4位にランクアップ。

### キャスト
- 鹿野靖明：大泉洋
- 安堂美咲：高畑充希
- 田中久：三浦春馬
- 高村大助：萩原聖人
- 前木貴子：渡辺真起子
- 塚田心平：宇野祥平
- 泉芳恵：韓英恵
- 鹿野清：竜雷太
- 鹿野光枝：綾戸智恵
- 田中猛：佐藤浩市（友情出演）
- 野原博子：原田美枝子
- 城之内充：矢野聖人
- 由美：古川琴音
- 加奈：中田クルミ
- 大沢：大友律
- 村上恵美：北川久仁子[6]
- 河野真也（オクラホマ）[7]、爆弾ジョニー、清水伸、河野真也

### スタッフ
- 原作：渡辺一史「こんな夜更けにバナナかよ 筋ジス・鹿野靖明とボランティアたち」（文春文庫刊）
- 監督：前田哲
- 脚本：橋本裕志
- 音楽：富貴晴美
- 主題歌：ポルノグラフィティ「フラワー」（SMEレコーズ）
- 製作代表：大角正、今村司
- 製作：木下直哉、谷和男、荒木宏幸、堀義貴、弓矢政法、中部嘉人、広瀬兼三、伊藤亜由美、安部順一、坪内弘樹、和田俊哉、赤座弘一、大鹿紳、小櫻顕、五島建次
- エグゼクティブ・プロデューサー：吉田繁暁、伊藤響
- 企画・プロデュース：石塚慶生
- プロデューサー：飯沼伸之、寺西史
- ラインプロデューサー：阿部智大
- 撮影：藤澤順一
- 照明：長田達也
- 美術：三ツ松けいこ
- 録音：鈴木肇
- 編集：西潟弘記
- 制作担当：木村広志
- 助監督：茂木克仁
- VFX：浅野秀二
- 音響効果：岡瀬晶彦
- 記録：松村陽子
- 衣装デザイン：小川久美子
- ヘアメイク：小沼みどり
- 装飾：松尾文子
- 音楽プロデューサー：高石真美
- 宣伝プロデューサー：櫻糀恵介
- 制作主任：堤健太
- 制作プロダクション：松竹撮影所
- 制作協力：松竹映像センター
- 配給：松竹
- 製作幹事：松竹、日本テレビ放送網
- 製作：「こんな夜更けにバナナかよ 愛しき実話」製作委員会（松竹、日本テレビ放送網、木下グループ、読売テレビ放送、アミューズ、ホリプロ、ジェイアール東日本企画、文藝春秋、北海道新聞社、クリエイティブオフィスキュー、読売新聞社、札幌テレビ放送、宮城テレビ放送、静岡第一テレビ、中京テレビ放送、広島テレビ放送、福岡放送）

### 関連商品
- 前川奈緒（ノベライズ）・渡辺一史（原案）・橋本裕志（脚本）『こんな夜更けにバナナかよ 愛しき実話』、文春文庫、2018年12月4日発売、ISBN 9784167911959 - 映画ノベライズ
- 『月刊シナリオ』2019年1月号、日本シナリオ作家協会、2018年12月3日発売 - 映画の脚本が収録されている
- 西造（作画）・渡辺一史（原案）・橋本裕志（脚本）『こんな夜更けにバナナかよ 愛しき実話』、comico掲載 - 同名映画のコミカライズ版

### テレビ番組
| 回 | 放送日        | 放送時間（JST）   | 放送局     | 放送枠          | 視聴率 | 備考         | 出典  |
| -- | ------------- | ----------------- | ---------- | --------------- | ------ | ------------ | ----- |
| 1  | 2020年12月4日 | 金曜21:00 - 22:54 | 日本テレビ | 金曜ロードSHOW! |        | 地上波初放送 | [ 8 ] |